# Sabatina James

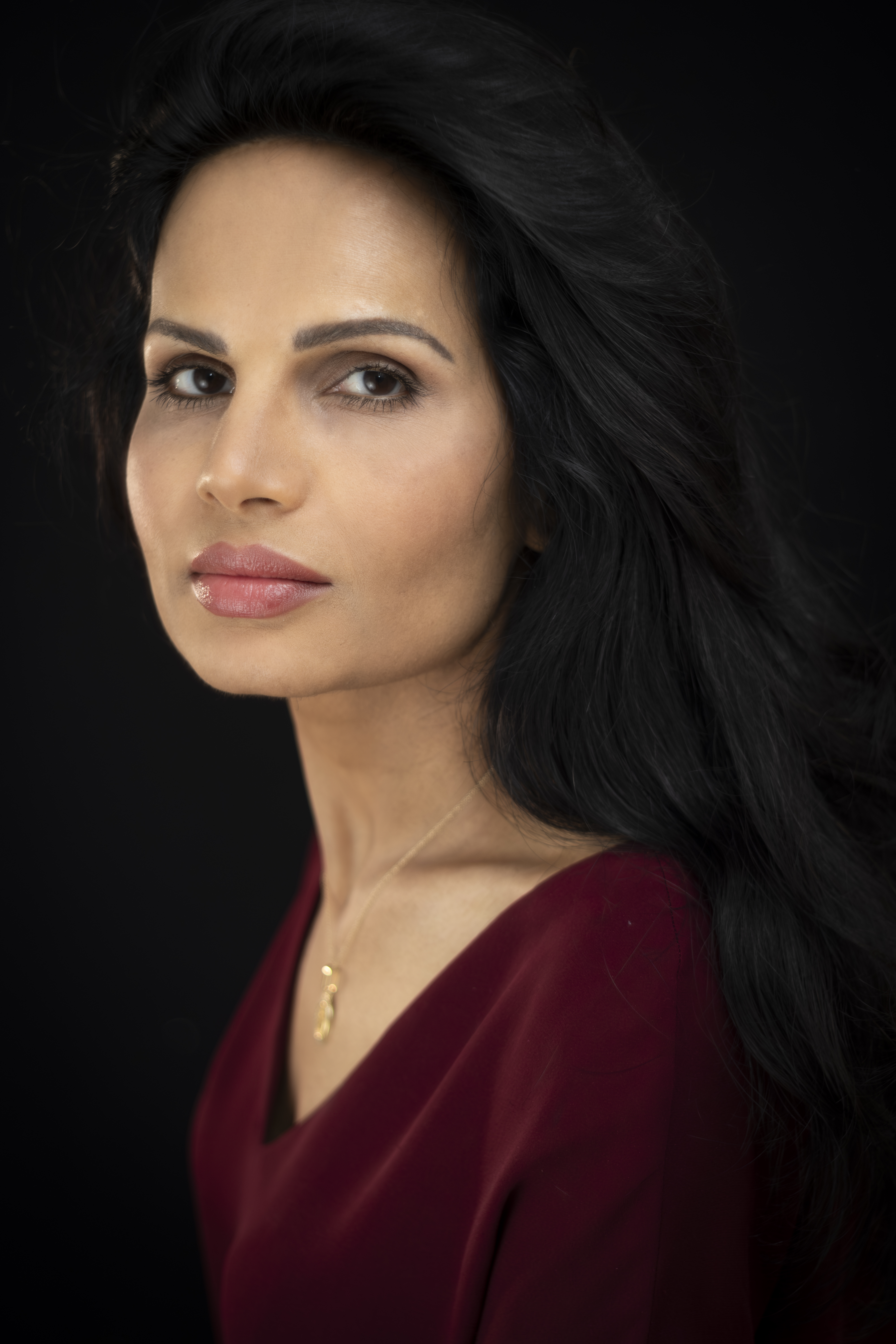
Sabatina James (2024)

Sabatina James oder kurz Sabatina (* 20. November 1982 in Dhedar) ist das Pseudonym einer pakistanisch-österreichischen Menschenrechtsaktivistin, Publizistin und Islamkritikerin.

## Leben
Sabatina James lebte bis zu ihrem zehnten Lebensjahr im pakistanischen Dhedar und zog danach mit ihrer muslimischen Familie nach Österreich in das Dorf Sarleinsbach im Mühlviertel. Später zog die Familie nach Linz. James integrierte und assimilierte sich in Oberösterreich schnell, was bei ihren Eltern auf Ablehnung stieß, weil sie Österreich nur als provisorischen Aufenthaltsort verstanden. In späteren Interviews äußerte sie sich positiv über die Verhältnisse in Sarleinsbach und in Linz. Sie sei mit großer Herzlichkeit dort aufgenommen worden und alle, insbesondere ihre Lehrer, hätten sich um die Integration der Familie in die neue Umgebung bemüht.
 Weil ihr Restriktionen gegen ihre Tochter nicht mehr ausreichten, beschloss die Familie, James in Lahore mit ihrem Cousin zwangszuverheiraten. Als sie sich nicht den Anordnungen fügte, ließen ihre Eltern sie in Pakistan zurück, wo ihre Tante sie  in eine Madrasa (Koranschule) schickte. Um nach Österreich ausreisen zu dürfen, willigte James zunächst in die Ehe mit ihrem Cousin ein. In Österreich angelangt, verweigerte sie jedoch die Heirat. Nach Todesdrohungen der Familie tauchte sie unter und nahm eine neue Identität an. Es kam zum Bruch mit der Familie.
Sie konvertierte nach eigenen Angaben 2001 vom Islam zum katholischen Christentum. Anschließend nahm sie den Namen Sabatina James an, zog nach Wien, versuchte sich als Schlagersängerin und modelte. Sie ließ sich 2003 taufen. Im selben Jahr veröffentlichte sie ihr erstes Buch und trat seither wiederholt in Talkshows auf. Die Zeitschrift News veröffentlichte im Juni 2003 ohne ihre Zustimmung Aktfotos von James, wogegen sie erfolgreich klagte und die Ausgabe beschlagnahmen ließ. Zudem wurde in dem Beitrag der Wahrheitsgehalt ihres Buches in Zweifel gezogen.
Im Jahr 2006 gründete sie den Verein Sabatina e. V., der sich für von Zwangsheirat bedrohte Frauen und Mädchen sowie für verfolgte Christen in bzw. aus Pakistan einsetzt. Zudem war sie Botschafterin der Frauenrechtsorganisation Terre des Femmes. James war neben Königin Nur von Jordanien Laudatorin der Women’s World Awards 2009 in Wien.
Aufgrund der Bedrohung durch Islamisten wurde James von Leibwächtern beschützt.

## Werke
- Sabatina. Vom Islam zum Christentum – ein Todesurteil. Kleindienst, St. Andrä-Wördern 2003, ISBN 978-3-9501151-8-5.
- Sterben sollst du für dein Glück. Gefangen zwischen zwei Welten. Knaur, München 2004, ISBN 978-3-426-77754-1.
- Tränenhochzeit. Muslimas zwischen Ehre und Tod – eine junge Frau klagt an. Schröder, Berlin 2006, ISBN 978-3-547-71094-6.
- Nur die Wahrheit macht uns frei. Mein Leben zwischen Islam und Christentum. Pattloch, München 2011, ISBN 978-3-629-02308-7.
- Scharia in Deutschland. Wenn die Gesetze des Islam das Recht brechen. Knaur, München 2015, ISBN 978-3-426-78680-2.

## Auszeichnungen
- Von dem österreichischen Frauenmagazin look! wurde Sabatina James in Wien mit dem Preis „Frau des Jahres 2014“ in der Kategorie Frauenrechte geehrt. Begründet wurde dies mit ihrem Einsatz und der Gründung einer Organisation, die sich für die Gleichberechtigung muslimischer Frauen starkmacht.[10]

- Am 26. Juni 2015 wurde sie mit dem „Hoffnungsträger“-Preis des Evangelischen Gemeinschaftsverbandes Württemberg ausgezeichnet. Die Preisverleihung würdigte ihr Engagement für verfolgte Christen und zwangsverheiratete Frauen. Die Laudatio hielt der Vorsitzende der CDU-/CSU-Bundestagsfraktion, Volker Kauder.[11][12]

- Am 29. Juni 2017 wurde Sabatina James für ihr Buch Scharia in Deutschland. Wenn die Gesetze des Islam das Recht brechen mit dem Kulturpreis 2017 der Internationalen Paulusgesellschaft ausgezeichnet, da es „einen wesentlichen Beitrag zur Humanisierung der menschlichen Gesellschaft darstellt“, wie der Vorsitzende der IPG, Gotthold Hasenhüttl, verlautbaren ließ.[13]

- Am 25. November 2017 erhielt James für ihr Engagement für verfolgte Christen und unterdrückte Frauen in Artikeln, Büchern und ihrem Verein Sabatina e. V. den Gerhard-Löwenthal-Preis. Sie konnte den Preis wegen Todesdrohungen nicht persönlich entgegennehmen und bedankte sich mit einer Videobotschaft, in der sie beklagte, dass über die vom Islam ausgehende Gewalt oft geschwiegen werde.[14]